# Elaphoglossum rosenstockii
Elaphoglossum rosenstockii är en träjonväxtart som beskrevs av Christ. Elaphoglossum rosenstockii ingår i släktet Elaphoglossum och familjen Dryopteridaceae. Inga underarter finns listade.